# Mała Strużka
Mała Strużka (ukr. Мала Стружка) – wieś na Ukrainie, w obwodzie chmielnickim, w rejonie nowouszyckim. W 2021 roku liczyła 504 mieszkańców.